# Frihetsbron, Budapest

Frihetsbron (ungerska: Szabadság híd), är en vägbro över floden Donau i Budapest som sammanlänkar stadsdelarna Buda och Pest. Förutom fordon, cyklister och fotgångare är bron tillgänglig för spårvagnar.
Huvuddelen är en grönmålad järnkonstruktion och utsmyckningen på pelarnas topp utgörs av mytologiska fåglar (turul) som sitter på var sin gyllene boll. På tvärbalkarna syns flera gångar Ungerns vapensköld.
Den ursprungliga bron byggdes mellan 1894 och 1896. Bron invigdes av kejsare Frans Josef I av Österrike som slog in den sista spiken. Sedan hade bron fram till andra världskriget kejsarens namn. Efter återuppbyggnaden 1946 fick bron namnet Frihetsbron. Bron är alla helger i juli stängd för fordonstrafik.
Under Ungernrevolten vandrade studenter över Frihetsbron mot universitet.